# محطة توليد طاقة كهربائية

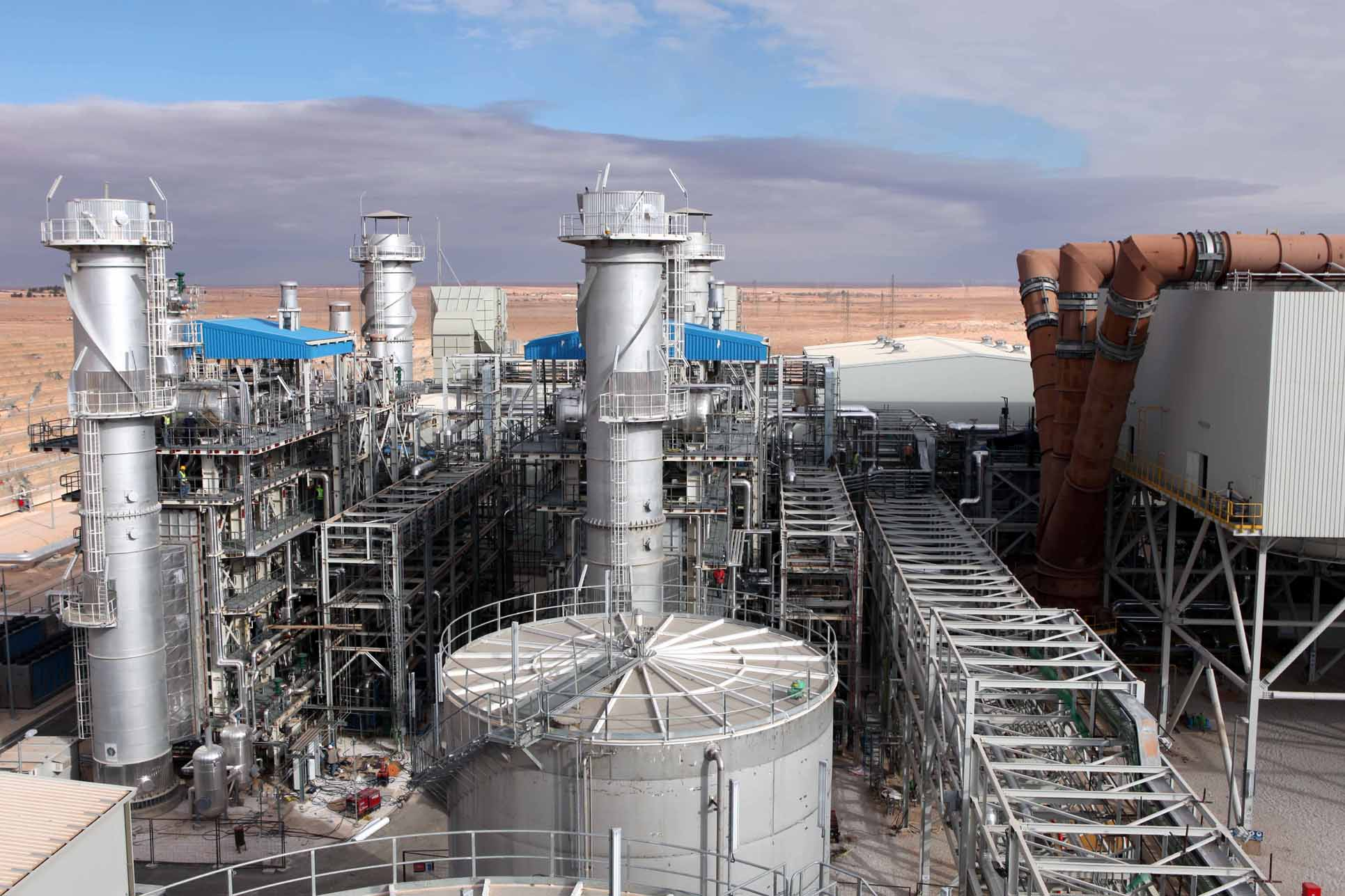
محطة طاقة هجينة بالجزائر

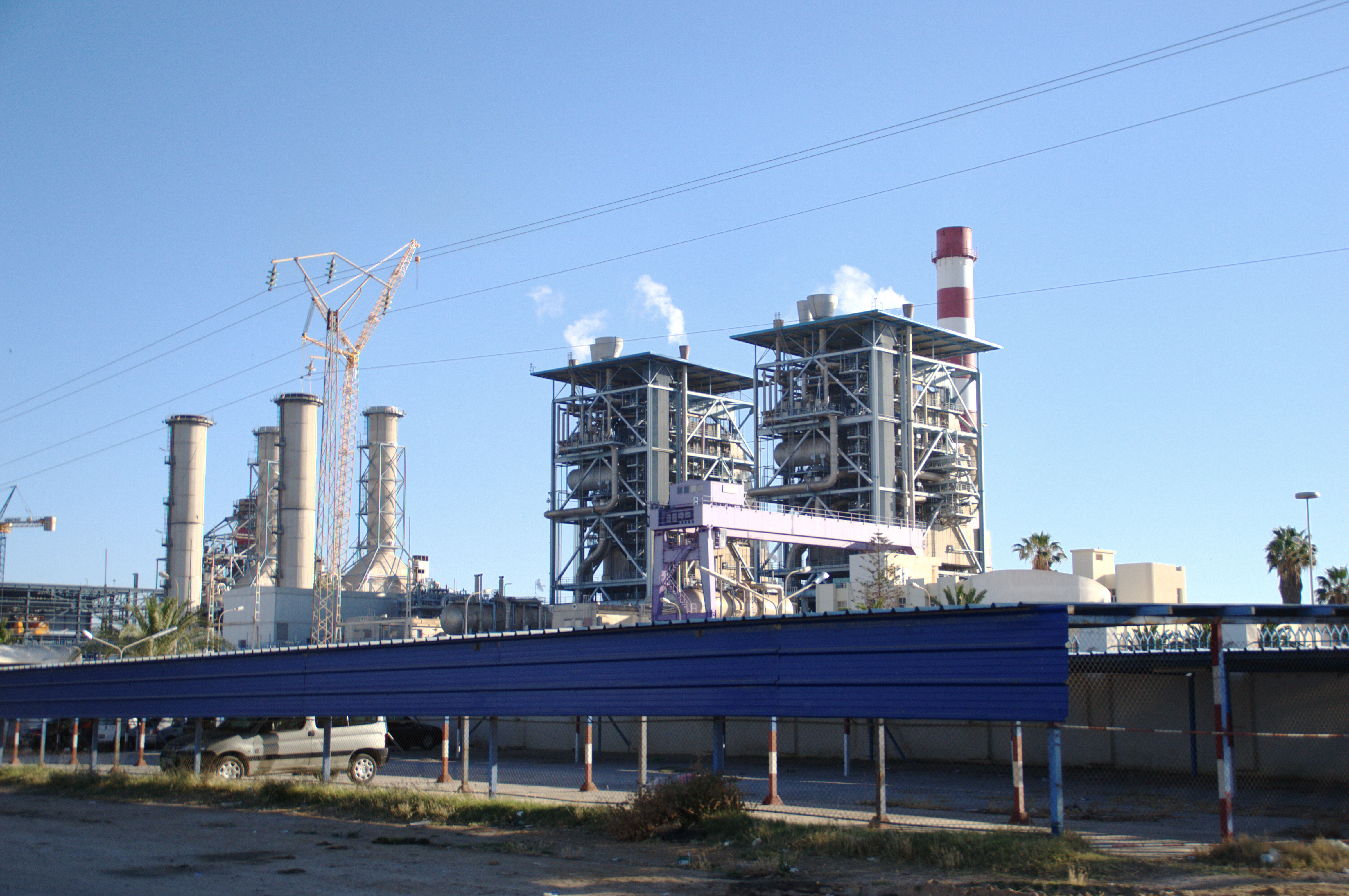
محطة طاقة حرارية في سوسة، تونس

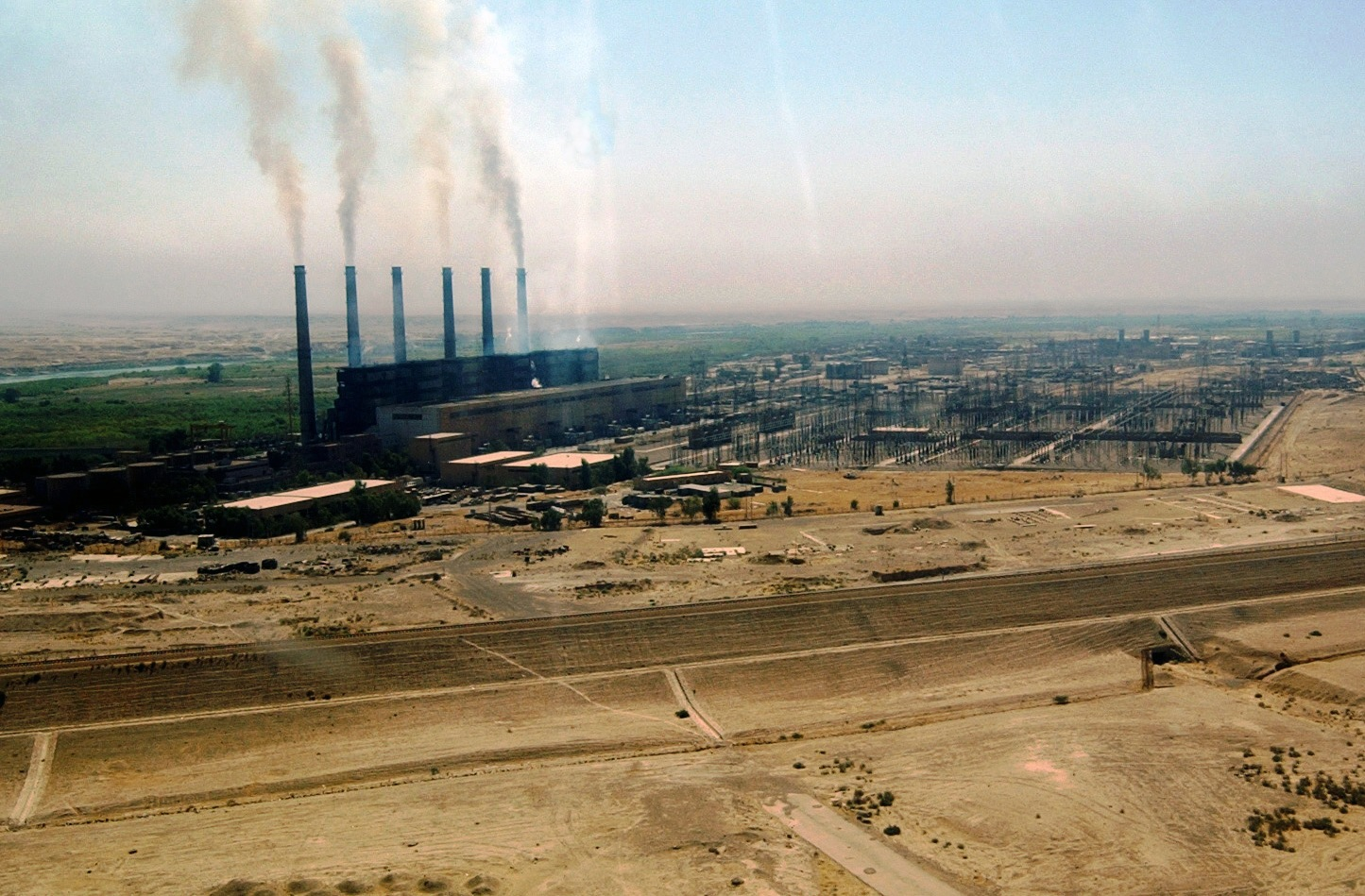
محطة توليد في بيجي بصلاح الدين العراق

محطة توليد الطاقة منشأة تُنتج الطاقة الكهربائية حيث يتم تحويل الطاقة الحرارية المستخدمة في المحطة إلى طاقة حركة لتشغيل المولد الكهربي الذي يعتبر العنصر الرئيس الذي تعمل كل عناصر المحطة من أجل تشغيله.
تحتوي العديد من محطات توليد الطاقة الكهربائية على مولد واحد أو أكثر، وهو آلة دوّارة تحوّل الطاقة الميكانيكية إلى تيار كهربائي ثلاثي الأطوار. ينتُج التيار الكهربائي عن الحركة النسبية بين الحقل المغناطيسي والموصل.
تتنوع مصادر الطاقة التي تُسخَّر لتدوير المولد تنوعًا واسعًا. تحرق معظم محطات توليد الطاقة الكهربائية في العالم الوقود الأحفوري مثل الفحم والنفط والغاز الطبيعي لتوليد الكهرباء. تشمل مصادر الطاقة النظيفة الطاقة النووية، واستخدامًا متزايدًا لمصادر الطاقة المتجددة مثل الطاقة الشمسية، وطاقة الرياح، وطاقة الأمواج، والطاقة الكهرومائية.

## لمحة تاريخية
في عام 1878، صمّم وليام آرمسترونغ محطة توليد كهرومائية وبناها في كراغسايد، إنجلترا. استخدمت المحطة المياه من البحيرات في مزرعته لتزويد ديناموهات شركة سيمنز بالطاقة. استُخدمت الكهرباء لتشغيل الأنوار والتدفئة، وإنتاج المياه الساخنة، وتشغيل مصعد، بالإضافة إلى أجهزة توفير العمالة والمباني الزراعية.
في أوائل عام 1871، ابتكر المخترع البلجيكي زينوب غرام مولدًا قويًا بما يكفي لإنتاج الطاقة الكهربائية على نطاق تجاري للمجال الصناعي.
في خريف عام 1881، بُنيت محطة مركزية لتزويد الطاقة للعامة في غودالمينغ، إنجلترا. اقتُرح ذلك بعد فشل البلدة في التوصل إلى اتفاق بشأن السعر الذي ستتقاضاه شركة الغاز، لذلك قرر مجلس المدينة استخدام الكهرباء. استخدمت المدينة الطاقة الكهرومائية لإنارة الشوارع والإنارة المنزلية. لم يكن النظام ناجحًا من الناحية التجارية وعادت المدينة إلى استخدام الغاز.
في عام 1882، بُنيت أول محطة توليد طاقة تعمل بالفحم للاستخدام العام في العالم في لندن، وهي محطة إديسون للإنارة الكهربائية. أسّس هذا المشروع توماس إديسون ونظّمه إدوارد جونسون. تحرّك غلاية بابكوك ويلكوكس محركًا بخاريًا بقدرة 93 كيلوواط (125 حصانًا) يؤمن الطاقة لمولد بوزن 27 طنًا متريًا (27 طنًا إنجليزيًا). يوفر هذا المشروع الكهرباء للمباني في المنطقة التي يمكن الوصول إليها من خلال عبّارات الجسر دون حفر الطريق الذي كان حكرًا على شركات الغاز. من بين المستهلكين المهمين كنيسة سيتي تيمبل، ومحكمة أولد بيلي، ومكتب التلغراف التابع لمكتب البريد العام، لكن هذا الأخير لم يمكن من الممكن الوصول إليه من خلال العبّارات. اتخذ جونسون الترتيبات اللازمة لمد كابل الإمداد في الجو عبر هولبورن تافرن ونيوغيت.
في سبتمبر عام 1882، في نيويورك، أنشأ إديسون محطة بيريل ستريت لتوفير الإنارة الكهربائية في منطقة جزيرة مانهاتن السفلى. استمرت المحطة في العمل حتى التهمتها النيران في عام 1890. استخدمت المحطةُ المحركاتِ البخارية الترددية لتشغيل مولدات التيار المستمر. بسبب توزيع التيار المستمر، كانت المنطقة المخدّمة صغيرة وذلك لانخفاض الجهد في وحدات التغذية. في عام 1886، بدأ جورج ويستينغهاوس ببناء نظام تيار متناوب يستخدم محولًا يزيد الجهد لنقل التيار مسافات طويلة، ثم يقلّله للإنارة المنزلية، وهو نظام أكثر كفاءة وأقل تكلفة يشبه الأنظمة الحديثة. حُسمت حرب التيارات في النهاية لصالح توزيع التيار المتناوب واستخدامه، على الرغم من أن بعض أنظمة التيار المستمر استمرت حتى نهاية القرن العشرين. كانت أنظمة التيار المستمر التي يكون نطاق خدمتها ميلًا واحدًا (كيلومتر واحد) تقريبًا أصغرَ بالضرورة، وأقل كفاءة في استهلاك الوقود، ويتطلب تشغيلها كثافة مرتفعة في اليد العاملة مقارنة بمحطات توليد التيار المتناوب المركزية الأكبر بكثير.
تستخدم أنظمة التيار المتناوب مجموعة واسعة من الترددات حسب نوع الحمل؛ يستخدم حمل الإنارة ترددات أعلى، أما أنظمة الجر وأنظمة حمل المحركات الثقيلة، فتستخدم ترددات أقل. تحسّنت اقتصادات محطة التوليد المركزية تحسّنًا كبيرًا عندما طُوّرت أنظمة موحدة للإنارة والطاقة، تعمل على تردد مشترك. يمكن لمحطة التوليد نفسها التي غذت الحمل الصناعي الكبير خلال النهار أن تغذي أنظمة السكك الحديدية للمسافرين خلال ساعة الذروة، ثم تغذي حمل الإضاءة في المساء، ومن ثم تحسين معامل حمل النظام وتقليل تكلفة الطاقة الكهربائية بشكل عام. كان هناك العديد من الاستثناءات، إذ خُصّصت محطات التوليد للطاقة أو الإنارة حسب التردد، وكانت مغيّرات التردد الدوارة والمحولات الدوارة شائعة بشكل خاص لتغذية أنظمة السكك الحديدية الكهربائية من شبكة الإنارة والطاقة العامة.
خلال العقود القليلة الأولى من القرن العشرين، أصبحت المحطات المركزية أكبر، واستخدمت ضغط بخار أعلى لتوفير كفاءة أكبر، واعتمدت على التوصيلات البينية لمحطات التوليد المتعددة لتحسين الموثوقية والتكلفة. أتاح التيار المتناوب عالي الجهد نقل الطاقة الكهرومائية بسهولة من الشلالات البعيدة إلى أسواق المدينة. أدّى ظهور العنفة البخارية لتشغيل المحطة المركزية في عام 1906 تقريبًا إلى زيادة كبيرة في قدرة التوليد. لم تعد المولدات تقتصر على الأحزمة في نقل الطاقة أو السرعة البطيئة نسبيًا للمحركات الترددية، وأصبح بالإمكان أن تصل إلى أحجام هائلة. على سبيل المثال، خطّط سيباستيان زياني دي فيرانتي لبناء أكبر محرك بخاري ترددي على الإطلاق لمحطة مركزية جديدة مقترحة، لكنه ألغى الخطط عندما أصبحت العنفات متوفرة بالحجم اللازم. تطلّب بناء أنظمة الطاقة خارج المحطات المركزية مزيجًا من المهارة الهندسية والفطنة المالية على حد سواء. من رواد محطات التوليد المركزية جورج ويستينغهاوس وصموئيل إنسول في الولايات المتحدة، وفيرانتي وتشارلز هيسترمان ميرز في المملكة المتحدة، والعديد غيرهم.

## أنواع محطات الطاقة
- محطات طاقة حرارية
- محطات طاقة مائية
- محطات طاقة شمسية
- محطات طاقة الرياح
- محطات طاقة امواج البحر
- محطات نووية
- محطات هواء المضغوط
- محطات غازية
- محطات هيدروليكية
- محطات ديزل

## المحطات الحرارية
و هي التي يتم فيها تحويل الطاقة الحرارية -والتي غالبا ما تنتج عن احتراق وقود- إلى طاقة حركية لتوليد الكهرباء. وهذا النوع من المحطات هو الغالب على مستوى العالم.

### تصنيف المحطات الحرارية

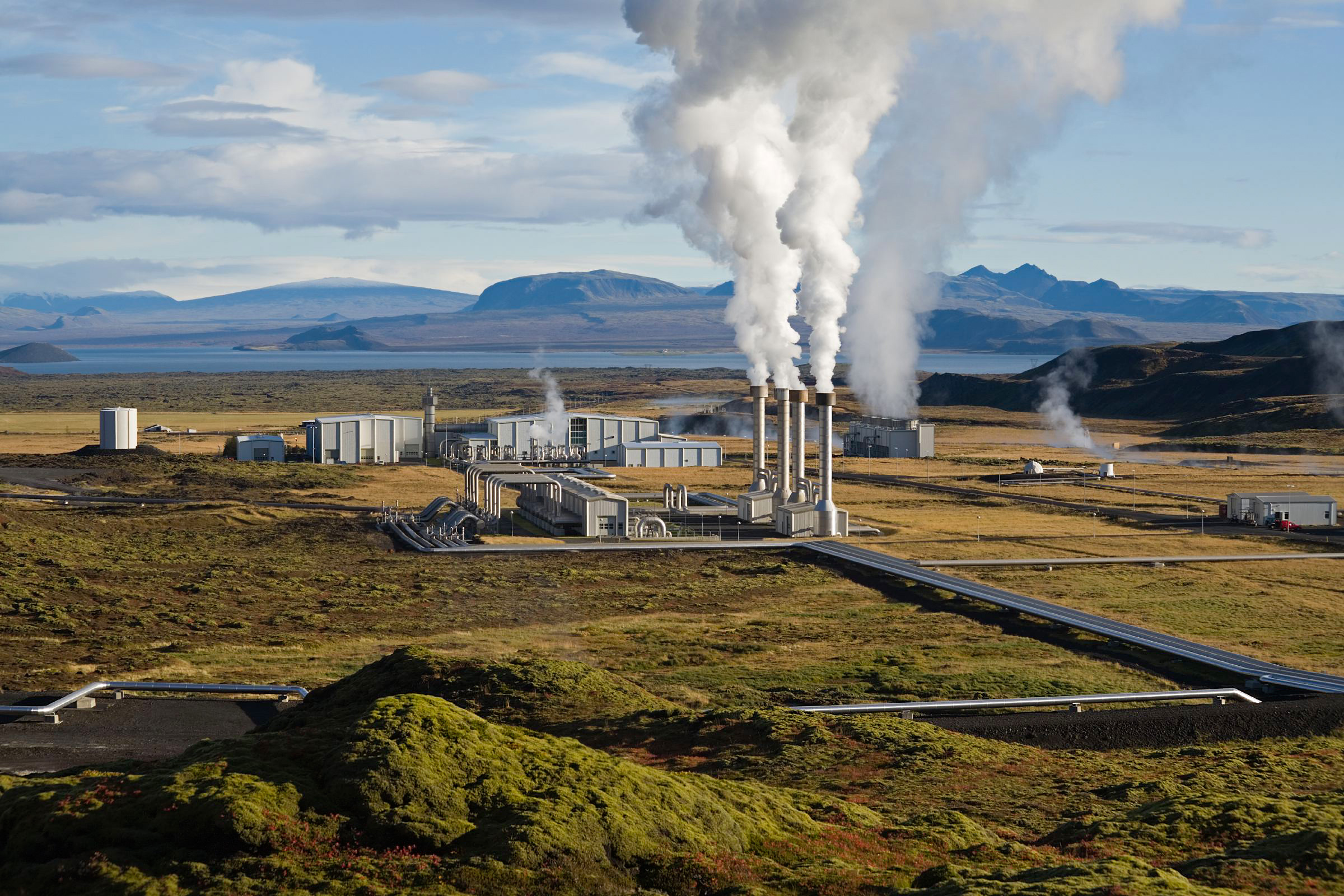
إحدى محطات توليد الطاقة الكهربائية باستخدام الطاقة الحرارية الأرضية في أيسلاندا

- محطات بخارية : تستخدم التوربين البخاري
- محطات احتراق داخلي :تستخدم التوربين الغازي
- محطات مفاعلات نووية: تستخدم الوقود النووي يورانيوم
- محطات الحرارة الأرضية: تستخدم الطاقة الحرارية الأرضية
- محطات المخلفات: تستخدم المخلفات الصناعية كوقود.

## محطات الطاقة المائية
و يتم فيها تحويل طاقة الوضع التي تختزنها المياه في المناطق المرتفعة كأعالي السدود والشلالات إلى طاقة حركية لتدير توربين مائي والذي بدوره يدير المولد الكهربي.

## محطات الطاقة الشمسية

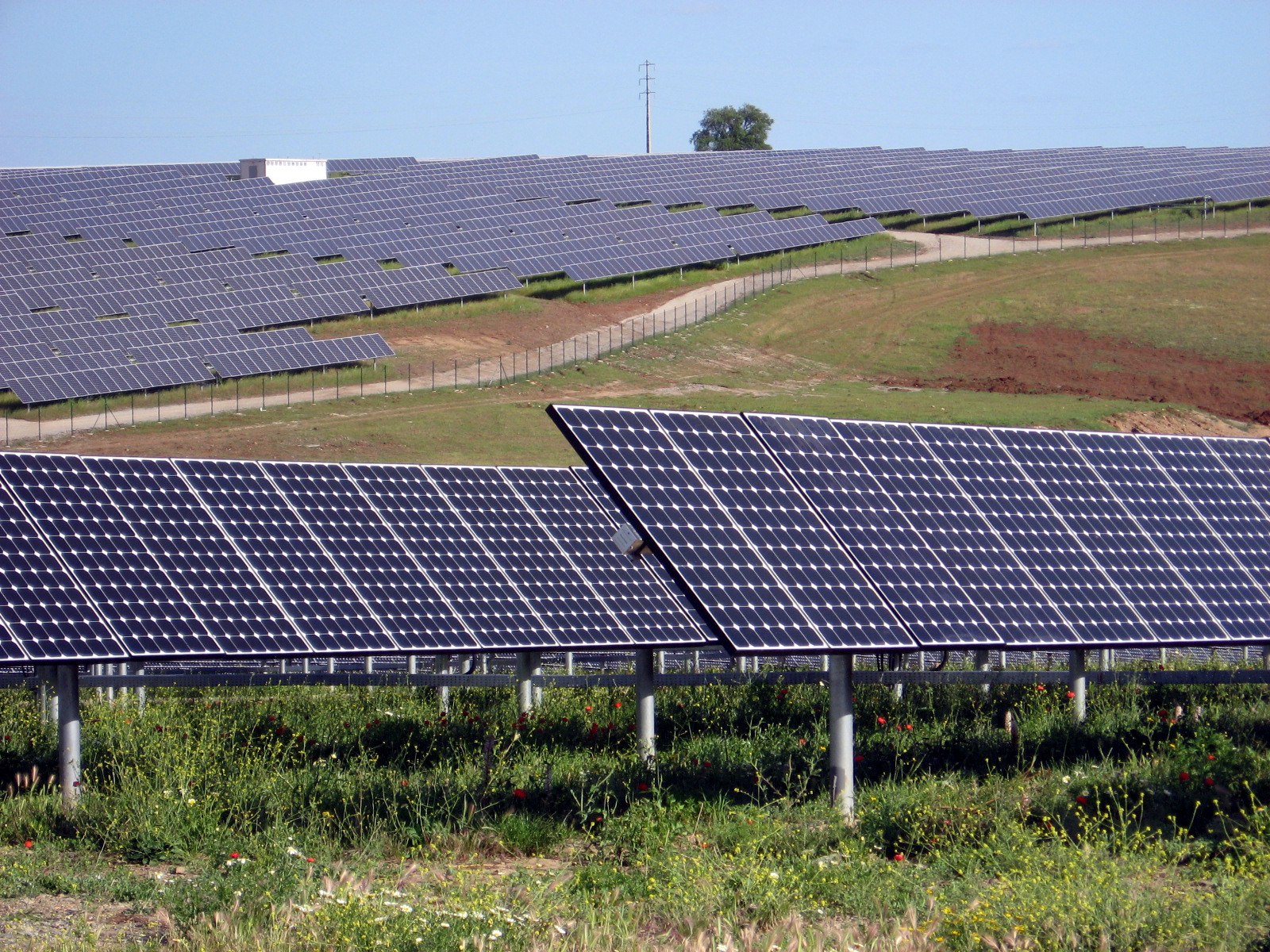
محطة طاقة شمسية في البرتغال

تستخدم فيها الخلايا الشمسية لتحويل أشعة الشمس مباشرة إلى كهرباء، وقد تحتاج هذه الطريقة إلى تحويل التيار إلى تيار متردد لنقله إلى المستهلك، ولكنها تتميز بعدم وجود أجزاء ميكانيكية وسيطة لتحويل الطاقة.
هناك أنواع أخرى لمحطات الطاقة الشمسية كتجميع أشعة الشمس لتسخين الماء ثم استغلال نفس فكرة المحطات الحرارية لتدوير المولد الكهربائي. وهناك محطات البرج المركزي التي تستخدم المرايا لتجميع أشعة الشمس وتسخين الهواء والذي بدوره يرتفع إلى أعلى في برج يحتوي على المولدات الكهربية التي تعتمد على هذا الهواء الساخن في الدوران كما تستطيع حفظ هذه الحرارة في مادة كالصوديوم لاستغلالها في توليد الطاقة حال غياب الشمس.

## مزارع الرياح
يمكن استخدام طاقة الرياح في المناطق التي تتمتع برياح سريعة وقوية لتدوير طواحين الهواء والتي بدورها تستخدم في توليد الطاقة الكهربائية. يميز هذه الطاقة أنها نظيفة تماما ولا ينتج عنها أي تلوث ولكن يعيبها أنها بحاجة إلى مساحات واسعة وأن أماكن استغلال طاقة الرياح محدودة وبعيدة. وعلاوة غلى ذلك فثمن الكيلوواط منها يمثل ضعف الكيلوواط المنتج بالفحم أو النفط على الأقل. ولهذا يتطلب هذا النوع من إنتاج الطاقة إلى دعم كبير حكومي كما في ألمانيا.

## اقرأ أيضًا
- أخطار الكهرباء
- جهد بين الرجلين
- تخطيط الطاقة